# Éruption du Kīlauea en mai 1924
L'éruption du Kīlauea en mai 1924 est une éruption volcanique qui s'est déroulée du 10 au 27 mai 1924 sur le Kīlauea, le volcan le plus actif d'Hawaï, aux États-Unis.
Des explosions phréato-magmatiques d'indice d'explosivité volcanique de 2 secouent le Halemaʻumaʻu. Un panache volcanique chargé de cendres s'en élève et des retombées de téphras allant des cendres au bombes volcaniques affectent les alentours en faisant des morts.